# Freja Cohrt
Freja Cohrt Kyndbøl, née le 20 janvier 1994 à Odense, est une handballeuse internationale danoise évoluant au poste d'ailière gauche.

## Biographie
En 2016, lorsqu'elle évolue au Silkeborg-Voel KFUM, elle est élue meilleure ailière gauche du championnat du Danemark pour la saison 2015-2016.
Freja Cohrt compte 14 sélections et a inscrit 37 buts pour l'équipe du Danemark. Elle connaît sa première sélection le 28 novembre 2014 face à la Norvège.
Dans les catégories de jeunes, elle gagne le championnat du monde jeunes 2012 avec le Danemark.

## Palmarès

### En sélection
autres
- troisième du championnat du monde junior en 2014[3]
- troisième du championnat d'Europe junior en 2013[4]
- vainqueur du championnat du monde jeunes en 2012[5]
- finaliste du championnat d'Europe jeunes en 2011[6]

### Distinctions individuelles
- élue meilleure ailière gauche du championnat du Danemark pour la saison 2015-2016[2]